# 中村弦太
中村 弦太（なかむら げんた、1987年9月28日 - ）は、広島県、安芸郡出身の自転車競技（ロードレース）選手。